# 府中三人衆
府中三人衆（ふちゅうさんにんしゅう）は、戦国時代に織田政権において越前国に封ぜられた柴田勝家の与力として、同国府中一帯を治めた不破光治・佐々成政・前田利家の3人を指した呼称。
山鹿素行の『山鹿語類』など、江戸時代以降の史料に登場する呼称であったため、長い間後世に作られたものと考えられてきたが、織田寺（現在の劔神社）の千手院恵伝が天正4年（1576年）の正月の祝いの挨拶として出した書状の中に「府中三人衆」という記述があるのが確認され、戦国時代当時より用いられていたことが確認された。

## 概要

### 三人衆の誕生
天正元年（1573年）8月、越前国を攻めた織田信長は朝倉義景を滅ぼし、信長に降伏した前波吉継を一乗谷に置いて越前国を治めさせ、同じく降伏した富田長繁を府中の政務に当たらせた。しかし、程なく吉継と長繁は敵対し、天正2年（1574年）1月に長繁が吉継を滅ぼして越前国を支配下に置いた。だが、この過程で長繁が扇動した一向一揆との対立が深まり、長繁も討ち死にして、越前国は加賀国同様「百姓の持ちたる国」と化した（越前一向一揆）。
天正3年（1575年）8月、信長は大軍をもって越前国に侵攻して一揆勢を殲滅し、再び支配下に収め柴田勝家に同国の八郡を与えて北ノ庄城に置いた。このとき、不破光治・佐々成政・前田利家が府中付近の二郡を与えられ、勝家の目付に任命された。これ以降、越前府中に在任していた間の3人を、一般に「府中三人衆」と呼ぶ。
ただし、『信長公記』によれば、二郡を与えられたのは「不破彦三」（光治の子直光）で、信長が発した「越前国掟書」で勝家の目付に任ぜられたのは「不破河内守」（光治）と書かれている。このことや、三人衆が二郡で政務に携わった文書の中には、直光が成政や利家と名を連ねたものもあることから、谷口克広は不破氏の場合は親子での三人衆参加と見ている。

### 知行と任務
三人衆は、不破光治が龍門寺城、佐々成政が小丸城、前田利家が府中城（越府城）を居城としたが、当初はそれぞれの支配領域は明確ではなく、総計約10万石の知行を相給されていたと見られている。越前二郡での活動や発給文書などを見ても、ほとんどが3人共同で行われている。しかし、天正4年（1576年）5月から7月の間に所領割りが行われ、三人衆はそれぞれの所領と与力を持つようになったと思われ、3人連署の文書も見られなくなる。それぞれの所領は、利家が丹生郡大井村、今立郡真柄村、南条郡杣山・宅良谷・河野浦など、成政が丹生郡織田平等村、今立郡大滝村・岩本村、南条郡湯尾などと推定され、光治については明らかでない。
三人衆の当初の任務は、信長が発した「越前国掟書」にも明記されているが、越前国の大半を任された柴田勝家の目付であった。しかし、その後は加賀一向一揆や上杉謙信との戦いで、勝家の与力としての性格が強まっていった。とはいえ、勝家の指揮下に固定されたわけではなく、天正6年（1578年）に荒木村重が反逆した際、その居城の有岡城攻め（有岡城の戦い）に、3人そろって勝家から切り離されて駆り出されるなどしている。

### 三人衆の終焉
佐々成政は天正8年（1580年）、神保長住を助成して越中国を平定し、翌年には越中半国を与えられ、さらにその翌年には長住が失脚して越中を一国支配することとなった。前田利家も加賀国や能登国の平定戦に従事した後、天正9年（1581年）に能登一国支配を任された（ただし、この時信長によって召し上げられた府中の所領は改めて利家嫡男の前田利長に与えられ、賤ヶ岳の戦い後に加賀国松任城に移されるまで支配している）。不破光治は天正8年（1580年）に死去した（異説あり）。これらにより、府中三人衆としての活動は実質的に終了した。